# Noemi (cantante)
Noemi, pseudonimo di Veronica Scopelliti (Roma, 25 gennaio 1982), è una cantante italiana.
Divenuta nota al grande pubblico nel 2009 in seguito alla partecipazione alla seconda edizione italiana di X Factor, nel corso della sua carriera ha preso parte a otto Festival di Sanremo e ha ricevuto numerosi premi e riconoscimenti, inclusi cinque Wind Music Awards e un Nastro d'argento speciale per l'interpretazione della canzone Domani è un altro giorno, oltre a varie candidature ai World Music Award, ai TRL Awards, all'OGAE e al Nastro d'argento alla migliore canzone originale per il brano Vuoto a perdere.
Nel 2017 è inoltre entrata nel Guinness dei primati, nel giorno della Festa della musica, per il maggior numero di concerti eseguiti in dodici ore (nove).

## Biografia

### Primi anni
Nasce da una famiglia originaria di Reggio Calabria. Nel 1983, a diciannove mesi fa le sue prime apparizioni televisive, comparendo in uno spot della Pampers. Fin da piccola scopre la passione per la musica incoraggiata dal padre, ex chitarrista di un gruppo che ha partecipato anche al Festival di Castrocaro nel 1971 con il brano Barbara, che ne intuisce le potenzialità. Viene seguita privatamente dall'insegnante Maria Grazia Fontana.
A sette anni ha iniziato lo studio del pianoforte e a undici anni quello della chitarra; in questo periodo, inoltre, comincia a scrivere e musicare pezzi propri. In seguito si iscrive alla SIAE. Conseguita la maturità al liceo classico nel 2001 con il massimo dei voti presso il Collegio San Giuseppe - Istituto De Merode, si iscrive al corso di laurea del DAMS della facoltà di lettere e filosofia dell'Università degli Studi Roma Tre, laureandosi nel 2004 col massimo dei voti con una tesi titolata Un corpo per Roger Rabbit scritta sotto la supervisione del relatore Vito Zagarrio. Successivamente prosegue gli studi sulla storia del cinema e della TV iscrivendosi a un corso di laurea magistrale presso la stessa facoltà, dove si laurea con 110 e lode, nel 2006, in regia televisiva e cinematografica, discutendo una tesi sul cinema postmoderno.
Durante il periodo universitario Noemi ha le prime esperienze come sceneggiatrice e come regista e scrive alcuni cortometraggi e si occupa del canale televisivo Nessuno TV, e come cantante, scegliendo come nome d'arte Noemi, nome che avrebbe voluto darle sua madre alla nascita.
A partire dal 2011 Noemi suona in pubblico sia il pianoforte che la chitarra; nello stesso anno frequenta la "Sonus Factory" di Roma.
Sin dagli esordi la cantante ha aderito a molte iniziative di solidarietà e di beneficenza.

### 2003-2009: Gli esordi,X Factor 2eNoemi

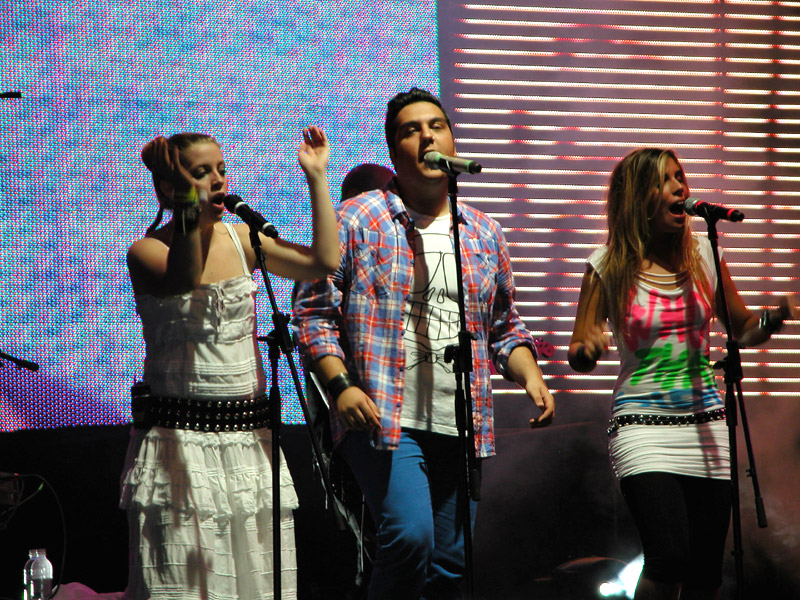
Noemi, Daniele Magro e Ambra Marie in concerto durante una tappa dell'X Factor Tour, Cittadella di Alessandria, 2009

Dal 2003 Noemi ha iniziato la collaborazione con l'arrangiatore e compositore Diego Calvetti, incidendo dei demo contenenti cover di cantanti quali Aretha Franklin e Anastacia oltre a brani scritti da Francesco Sighieri e Pio Stefanini. Nel 2006 compare nel video musicale di Pier Cortese Dimmi come passi le notti insieme alla sorella Arianna e partecipa come corista allo spettacolo teatrale Donna Gabriella e i suoi figli di Gabriele Cirilli, spettacolo andato in scena anche nel 2007. Nel 2007 prende parte alle selezioni di Sanremolab e viene ammessa tra i dodici finalisti, senza tuttavia rientrare fra i tre vincitori ammessi di diritto al Festival di Sanremo 2008. In seguito, suona in diversi concerti accompagnata dai Bagajajo Brothers.
Nell'autunno 2008 partecipa alla seconda edizione del talent show X Factor, nella categoria Over 25 capitanata da Morgan, il quale la incoraggia a cantare in italiano, dal momento che la cantante fino ad allora aveva sempre preferito interpretare brani in inglese. Viene eliminata nel corso della dodicesima puntata andando a occupare la quinta posizione nella classifica finale. Sempre nell'ambito del programma televisivo, il 21 aprile 2009 la cantante presenzia alla puntata speciale di X Factor - Il Galà in occasione della quale le viene riconosciuto il secondo posto del Premio della Critica, alle spalle dei The Bastard Sons of Dioniso, e si esibisce in duetto con Chiara Canzian nel brano Prova a dire il mio nome.
Il 10 aprile 2009 viene pubblicato Briciole, il suo primo singolo, che conquista la seconda posizione della Top Singoli e entra anche nella top 100 della classifica europea di Billboard; il brano viene certificato disco d'oro dalla FIMI. Il 24 aprile al singolo segue l'EP Noemi, che raggiunge l'ottava posizione nella Classifica FIMI Album e la 97ª nella classifica europea Billboard. L'EP viene inoltre certificato disco per le oltre 50 000 copie vendute in Italia.

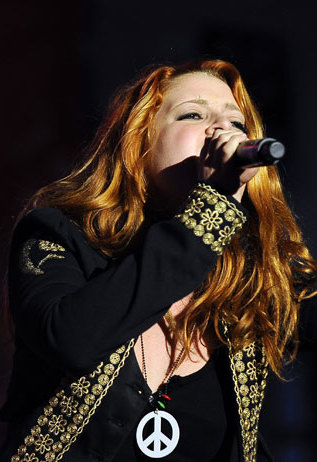
Noemi al Coca Cola Live @ MTV - The Summer Song a Roma nel 2009

Tra la primavera e l'estate 2009 oltre che con il suo Noemi Tour, Noemi si esibisce in numerosi altri concerti, prendendo parte all'X Factor Tour, al TRL - Total Request Live on tour 2009, l'MTV Mobile tour 2009, a varie date dei tour organizzati dalle radio, e partecipa al Coca Cola Live @ MTV - The Summer Song. Noemi, inoltre, apre un concerto dei Simply Red.
Il 6 giugno, presso l'Arena di Verona, Noemi riceve un Wind Music Award come giovane talento italiano più promettente. Il 21 giugno partecipa ad Amiche per l'Abruzzo, il concerto allo Stadio Giuseppe Meazza, durante il quale si esibisce anche in quartetto con Irene Grandi, Dolcenera e Syria, a favore della popolazione colpita dal terremoto dell'Aquila del 2009; ed il 19 agosto prende parte al Concerto per Viareggio organizzato da Zucchero Fornaciari in favore delle vittime dell'incidente ferroviario. In questo periodo riceve, inoltre, il Premio Città dei Cavalieri di Malta come "Miglior rivelazione musicale dell'anno 2009".

### 2009-2010:Sulla mia pellee il primo Festival di Sanremo nel 2010

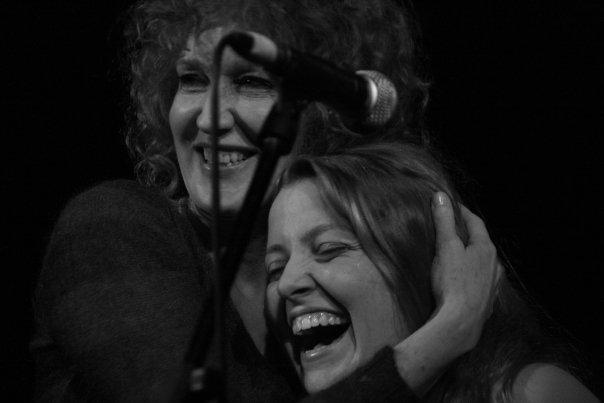
Noemi e Fiorella Mannoia in concerto al Watoto Festival, Roma, 2009

Il 2 ottobre 2009 è uscito il primo album di inediti della cantante, Sulla mia pelle, che raggiunge la terza posizione della Classifica FIMI Album. Il disco è anticipato il 10 settembre dal singolo L'amore si odia, inciso in duetto con Fiorella Mannoia e che ha raggiunto la vetta della Top Singoli e l'81ª posizione della classifica europea di Billboard; il singolo viene successivamente certificato multiplatino, mentre il relativo video ottiene una candidatura all'OGAE Video Contest 2010.
Il 19 febbraio 2010 viene pubblicata l'edizione deluxe di Sulla mia pelle, che raggiunge la terza posizione degli album più venduti in Italia L'album, superando le 140 000 copie vendute, conquista il doppio disco di platino. Sulla mia pelle entra anche nella classifica europea di Billboard, in due mesi di permanenza, la 42ª posizione.
Da ottobre 2009 a gennaio 2010 Noemi è impegnata con la prima parte del Sulla mia pelle tour. Nello stesso periodo ha cantato con Claudio Baglioni e Gianluca Grignani nel brano Quanto ti voglio, inserito nell'album di Baglioni Q.P.G.A., e partecipato al Concerto di Natale e a L'anno che verrà.
Nel febbraio 2010 la cantante ha preso parte, nella categoria "Campioni", al Festival di Sanremo 2010 con il brano Per tutta la vita, scritto da Diego Calvetti e Marco Ciappelli, classificandosi quarta al termine della manifestazione. La sua esclusione dal podio causa il malcontento del pubblico e la reazione dell'orchestra che, in gesto di disappunto, appallottola e lancia sul palco gli spartiti. In occasione della serata dedicata ai duetti, l'artista interpreta il brano affiancata da due ballerini della compagnia di danza acrobatica Kataklò, i quali curano la coreografia dell'esibizione. Il singolo sanremese debutta alla 1ª posizione della Top Singoli e raggiunge l'81ª posizione nella classifica europea di Billboard, venendo premiato con un Sanremo Hit Award Download e certificato disco di platino dalla FIMI; inoltre fa ottenere alla cantante anche due candidature: una all'OGAE Song Contest 2010 e una, per il relativo video, all'OGAE Video Contest 2010.
Da aprile fino ad ottobre 2010, Noemi è stata impegnata nella seconda parte del Sulla mia pelle tour. In questo periodo prosegue la collaborazione con Fiorella Mannoia, affiancandola in alcune date del suo tour, Ho imparato a sognare tour, ed ha l'occasione di aprire alcuni concerti di Vasco Rossi del Tour Europe indoor, oltre che di Seal e Patty Pravo; si esibisce anche in alcune date dei tour organizzati da varie radio.
Nel mese di maggio, Noemi ha pubblicato un nuovo singolo, Vertigini, e riceve una nomination ai TRL Awards 2010 per il premio MTV First Lady, assegnato alla popstar femminile della stagione. Il 28 maggio, presso l'Arena di Verona, riceve tre Wind Music Award platino: uno per le vendite dell'album Sulla mia pelle, uno per Per tutta la vita e uno, insieme alla Mannoia, per L'amore si odia. Il 26 giugno prende parte agli MTV Days 2010.
La collaborazione con Fiorella Mannoia si riconferma con l'album della Mannoia, Il tempo e l'armonia, contenente un duetto tra le due cantanti, e il relativo tour che vede la presenza di Noemi in alcune tappe; Fiorella Mannoia, inoltre festeggia i 30 anni di carriera in un mega-concerto svoltosi presso l'Arena di Verona a cui Noemi ha preso parte. Il 1º ottobre partecipa all'VIII edizione di O' Scià, festival ideato da Claudio Baglioni, con il quale duetta. Nello stesso periodo va in onda in Rai lo spettacolo Cirque du Cirill in cui Noemi ha collaborato con Gabriele Cirilli. Inoltre, la cantante prende parte ad alcune tappe del Diluvio universale tour degli Stadio; e duetta con i Neri per Caso nel brano Come si cambia, contenuto nell'album Donne. Noemi incide anche la sigla del Rudy Sunday, trasmissione di Radio DeeJay.

### 2011-2012:RossoNoemie il Festival di Sanremo 2012
Il 28 gennaio 2011 è uscito il singolo Vuoto a perdere, scritto da Vasco Rossi e Gaetano Curreri; il brano è anche la colonna sonora di Femmine contro maschi di Fausto Brizzi, regista anche del video del brano, realizzato in 3D, che vede la partecipazione di Carla Signoris e Serena Autieri. Il singolo raggiunge la sesta posizione nella Top Singoli e viene certificato disco di platino; il brano viene incluso anche nel libro di Vasco Rossi Vasco complete canzoniere. Nello stesso periodo viene pubblicato il libro I Baustelle mistici dell'Occidente in cui si parla delle collaborazioni dei Baustelle con le donne della musica tra cui anche Noemi; la cantante riceve anche una nomination ai TRL Awards 2011 nella categoria Best Talent Show Artist.

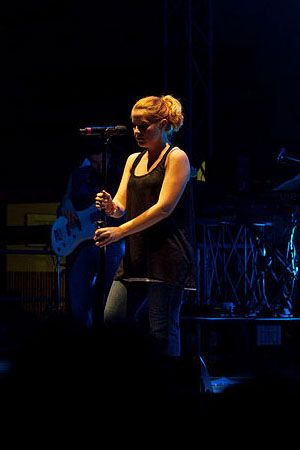
Noemi in concerto all'Alpàa, Varallo Sesia, 2010

Il 22 marzo 2011 viene pubblicato RossoNoemi: l'album debutta alla sesta posizione della Classifica FIMI Album. Il 15 febbraio 2012 viene pubblicata la riedizione RossoNoemi - 2012 Edition. L'album viene certificato disco di platino con oltre 60 000 copie vendute. Il 6 maggio viene pubblicato il singolo Odio tutti i cantanti; Noemi cura la sceneggiatura del video, con cui ottiene una candidatura all'OGAE Video Contest 2011. Tra giugno 2011 e gennaio 2012 la cantante è stata impegnata con la prima parte del RossoNoemi tour, ma anche con l'Heineken Jammin' Festival 2011, come apri concerto di Vasco Rossi nel Vasco Live Kom '011, con L'essenziale tour dei Tiromancino, con l'MTV Days 2011, con il Diamanti e caramelle tour degli Stadio, con il Canto di Natale, con L'anno che verrà 2011 e con vari tour organizzati da alcune radio. Dal RossoNoemi tour Noemi si esibisce suonando anche il pianoforte e la chitarra.
Il 27 maggio 2011, presso l'Arena di Verona, ha ricevuto un Wind Music Award multiplatino per l'album Sulla mia pelle; inoltre con Vuoto a perdere ottiene una candidatura ai Nastri d'argento 2011 per la migliore canzone originale; e una all'OGAE Song Contest 2011 sempre con lo stesso brano conquista il Premio Lunezia.
Il 16 settembre viene pubblicato il singolo Poi inventi il modo scritto da Federico Zampaglione dei Tiromancino; del brano viene realizzato anche un video che vede Noemi come sceneggiatrice e come co-regista; nel cast artistico anche la sorella Arianna. In questo periodo duetta con gli Stadio La promessa, brano estratto come quarto singolo dell'album Diamanti e caramelle il 4 maggio 2012. Il 14 dicembre 2011 Noemi viene premiata alla IX edizione del Premio Roma Videoclip con tre riconoscimenti: uno per il video musicale di Vuoto a perdere, uno per quello di Poi inventi il modo (di cui è anche co-regista) e un premio speciale come artista dell'anno.
Partecipa al Festival di Sanremo 2012 con il brano Sono solo parole, composto da Fabrizio Moro, classificandosi terza, alle spalle di Arisa e della vincitrice Emma Marrone, con le quali condivide un podio esclusivamente femminile. Nelle serate dei duetti ha duettato To Feel in Love/Amarsi un po' e Fast Car con Sarah Jane Morris e Sono solo parole con Gaetano Curreri. Sono solo parole debutta alla terza posizione nella Top Singoli e viene certificato doppio disco di platino; a circa un mese di distanza viene pubblicato il relativo video di cui Noemi è sceneggiatrice e co-regista.

### 2012-2013:RossoLive,The Voice of Italye altri progetti
Il 20 marzo 2012, all'indomani del ritiro dalle scene di Ivano Fossati, esce la raccolta Pensiero stupendo - Le canzoni di Ivano Fossati interpretate dai più grandi artisti italiani a cui Noemi partecipa con l'incisione de La costruzione di un amore; lo stesso giorno viene pubblicato l'album Il senso... di Alex, in ricordo di Alex Baroni scomparso 10 anni prima, a cui la cantante partecipa con l'incisione di Cambiare. Nella primavera del 2012 ha inizio la seconda parte del RossoNoemi tour che vede la presenza di Fiorella Mannoia e Gaetano Curreri in alcune tappe; nello stesso periodo Noemi prende parte ad alcune tappe della prima parte del Sud tour di Fiorella Mannoia, al Concerto del Primo Maggio, ai TRL Awards 2012, a Musicultura e a vari tour organizzati da alcune radio.
Il 18 maggio viene estratto il singolo In un giorno qualunque di cui la settimana successiva viene pubblicato il video di cui Noemi è regista e sceneggiatrice; nel cast artistico anche la sorella Arianna e il padre Armando. Nello stesso mese partecipa all'iniziativa We Are the Maffons di R101 - Stile libero.
Il 26 maggio, presso l'Arena di Verona, prende parte ai Wind Music Awards 2012; durante la manifestazione ha eseguito delle performance live tra cui i duetti su Quello che le donne non dicono con Fiorella Mannoia e Sono solo parole con Antonello Venditti.
Nel mese di luglio prende parte all'VIII edizione del Festival teatro canzone Giorgio Gaber, dove si esibisce con suoi brani e omaggia Gaber con le interpretazioni de Lo shampoo e Il grido; quest'ultimo inserito poi nell'album tributo a Giorgio Gaber, Per Gaber... io ci sono ed anche nella versione deluxe che include anche due DVD, di cui il primo, Secondo me Giorgio Gaber, contiene alcune interviste tra cui anche quella fatta a Noemi. Sempre nel mese di luglio viene premiata al Radionorba Battiti Live con il Disco Norba per essersi distinta nel panorama musicale, e prende parte alla X edizione del Summer Music Festival dove viene premiata con un Summer Music Award come Best Pop Act.
Il 2 settembre 2012 affianca Fiorella Mannoia come madrina per la convention annuale Swarovski CGB Italia. Il 5 settembre viene distribuito nelle sale cinematografiche italiane il film della Pixar Ribelle - The Brave diretto da Mark Andrews e Brenda Chapman, per cui Noemi ha registrato la versione italiana della colonna sonora composta da Patrick Doyle, incidendo i brani Il cielo toccherò e Tra vento ed aria, originariamente interpretati nella versione in inglese da Julie Fowlis. Doppia quindi la principessa Merida, la protagonista, nella parte cantata. I brani vengono inseriti anche nell'album RossoLive.
Il 24 agosto viene pubblicato il singolo Se non è amore, il cui video ha la regia e la sceneggiatura di Noemi. Il brano, scritto da Fabrizio Moro, anticipa l'uscita del primo album dal vivo di Noemi RossoLive, pubblicato il 18 settembre 2012. Nell'album, oltre a inediti, brani del repertorio della cantante e cover, è presente anche il duetto con Fiorella Mannoia in L'amore si odia. L'album ha raggiunto la tredicesima posizione nella Classifica FIMI Album.
Il 19 ottobre 2012 viene premiata a Una vita per il cinema con una Scultura "Lello Esposito" per il successo di Vuoto a perdere, divenendo così la prima cantante premiata nella storia della manifestazione. In questo periodo partecipa anche ad alcune tappe della seconda parte del Sud tour di Fiorella Mannoia; affianca, nel Regno Unito, Sarah Jane Morris in alcune tappe del Cello Songs Tour e durante il London Jazz Festival prende parte a "Stadio Friendly Gala", concerto per i trent'anni di carriera degli Stadio, trasmesso l'8 febbraio 2013 su Radio 1; ha partecipato a Meraviglioso Modugno del Medimex dove ha omaggiato Domenico Modugno con le interpretazioni de Nel blu dipinto di blu e Dio, come ti amo; prende parte anche alla IV edizione di Buon Natale con Frate Indovino. Tra il 2012 e il 2013, inoltre, ha curato Still on the Road (di cui ne realizza anche il logo) del Roxy Bar TV, progetto nato da un'idea di Red Ronnie e Noemi per raccogliere informazioni sulla musica a Londra. Nello stesso periodo ha inizio anche il RossoLive tour con date sia in Italia che in Gran Bretagna, i concerti londinesi hanno visto la partecipazione di Sarah Jane Morris; inoltre Noemi in Gran Bretagna prende parte a varie jam session.
Nel 2013 le viene proposto il brano L'essenziale, che la cantante rifiuta. Successivamente viene assegnato a Marco Mengoni, con il cui brano vince il 63º Festival di Sanremo. Il 25 marzo 2013 viene trasmessa da Rai 2 una puntata di Emozioni dedicata agli Stadio, dove, nella ricostruzione della biografia del gruppo viene trattata anche la collaborazione con Noemi. Dal 7 marzo al 30 maggio 2013, insieme a Raffaella Carrà, Piero Pelù e Riccardo Cocciante è coach della prima edizione di The Voice of Italy; nella "fase battle" sceglie come suo consulente artistico Mario Biondi. Il 6 agosto prende parte al concerto/tributo per Lucio Dalla, voluto da Franco Battiato, condotto da Red Ronnie e trasmesso da Roxy Bar TV; durante il concerto, oltre ad esibirsi con brani del proprio repertorio, interpreta Anna e Marco di Dalla e duetta La cura con Battiato, brano di quest'ultimo.
Sempre nel 2013 realizza il jingle per Radio Italia. Inoltre l'8 ottobre prende parte a Gianni Morandi - Live in Arena, evento musicale televisivo trasmesso in prima serata da Canale 5, in cui duetta con Gianni Morandi Dimmi adesso con chi sei. Il 19 novembre esce la raccolta degli Stadio Immagini del vostro amore contenente La promessa in duetto con Noemi.

### 2013-2015: Festival di Sanremo 2014,Made in LondoneThe Voice of Italy 2 & 3
Il 18 dicembre 2013 al TG1 Fabio Fazio ha annunciato la partecipazione di Noemi al Festival di Sanremo 2014 con i brani Bagnati dal sole ed Un uomo è un albero. Durante la quarta serata, denominata Sanremo Club, ha reinterpretato La costruzione di un amore di Ivano Fossati. Si è poi classificata quinta nella classifica finale della kermesse con il brano Bagnati dal sole e la sua partecipazione a Sanremo ha accompagnato l'album Made in London, registrato a Londra e uscito il 20 febbraio. L'album ha debuttato alla seconda posizione della Classifica FIMI Album, rimanendo in top-100 per più di quattro mesi e mezzo, mentre Bagnati dal sole ha debuttato all'ottava posizione della Top Singoli.
Dal 12 marzo 2014 ha partecipato nuovamente a The Voice of Italy sempre nella veste di coach e dal 17 aprile è impegnata con il Made in London Tour. Il 2 maggio seguente viene pubblicato il secondo singolo estratto dall'album Made in London, Don't Get Me Wrong, con cui Noemi ha preso parte nella sezione Big alla Summer Festival 2014; per esso è stato realizzato anche un video, per il quale l'artista ha curato la sceneggiatura.

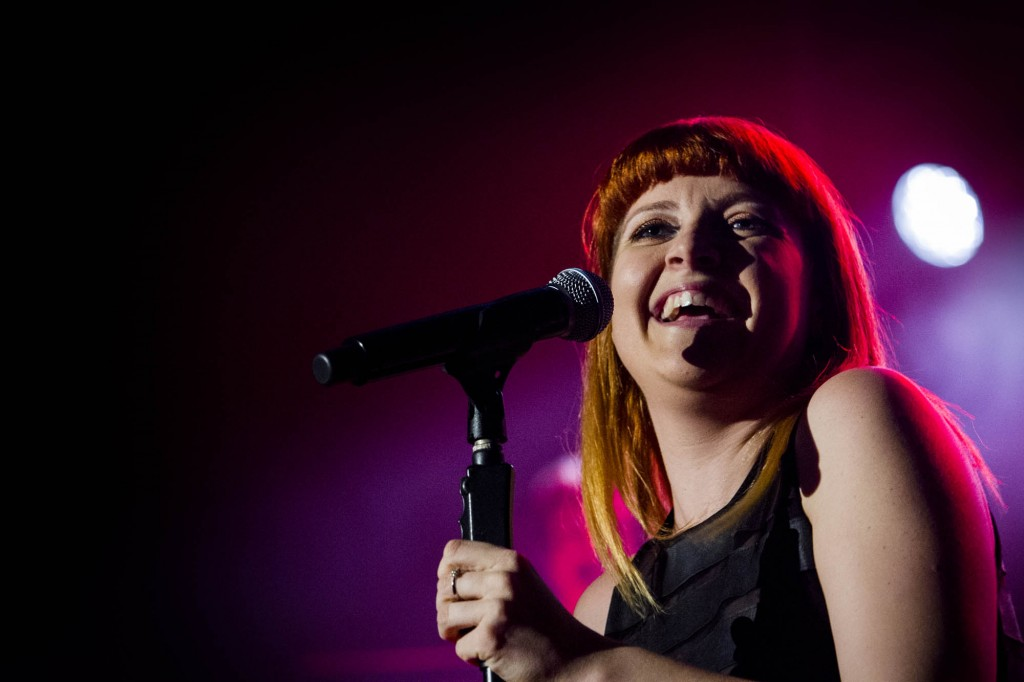
Noemi durante il Made in London Tour, 2014

L'8 maggio 2014 è stata invitata da Laura Pausini a cantare accanto a lei. Il 18 maggio canta e suona il pianoforte nel brano Con la musica alla radio, al fianco di Malika Ayane, L'Aura, Emma Marrone, Paola Turci, Syria, La Pina e della stessa Laura Pausini a Taormina. Questo show viene trasmesso in TV il 20 maggio come il one man show Stasera Laura: ho creduto in un sogno. Il 29 giugno 2014, la FIMI, tramite comunicato stampa include il brano sanremese Bagnati dal sole e l'album Made in London tra i cento singoli ed i cento album più venduti nel primo semestre dell'anno, pur risultando, entrambi, sul mercato da poco più di quattro mesi dalla loro pubblicazione.
Il 30 settembre è uscito il nuovo album di Fedez, Pop-Hoolista, contenente tra i vari duetti, quello con Noemi nel brano L'amore eternit. Il 3 ottobre è uscito il terzo singolo estratto da Made in London, Se tu fossi qui, che fa da colonna sonora alla commedia cinematografica Ambo assieme ad un altro brano dell'album, ovvero Alba. Nell'ultima settimana del 2014 i singoli Sono solo parole e Bagnati dal sole sono stati certificati dalla FIMI rispettivamente come doppio disco di platino e disco d'oro.
Dal 25 febbraio 2015 ha preso parte a The Voice of Italy per la terza volta come coach, affiancata da Piero Pelù, J-Ax e Roby e Francesco Facchinetti. Il 27 marzo viene estratto dall'album Pop-Hoolista di Fedez il terzo singolo L'amore eternit in collaborazione con Noemi, certificato successivamente triplo disco di platino. Il 1º maggio 2015 si esibisce durante al Concerto del Primo Maggio in Piazza San Giovanni a Roma, insieme ad artisti come J-Ax, Irene Grandi, Emis Killa, Alex Britti, Enrico Ruggeri, Paola Turci, Enzo Avitabile e tanti altri. Il 25 maggio ritira il Premio Regia Televisiva 2015 per The Voice of Italy e si esibisce in una versione al pianoforte, accompagnata dall'orchestra, di Sono solo parole.
Il 7 settembre 2015 è stata ospite del concerto di Fiorella Mannoia all'Arena di Verona, evento che ha celebrato i 40 anni di carriera dell'artista. Assieme a Noemi, grandi ospiti, tra cui Emma Marrone, Loredana Bertè e J-Ax.

### 2016-2017: Festival di Sanremo 2016,Cuore d'artistae Guinness dei primati
Nel 2016 Noemi ha preso parte alla 66ª edizione del Festival di Sanremo nella sezione "Campioni" con il brano La borsa di una donna, firmato da Marco Masini, che si è classificato ottavo al termine della manifestazione. Nella terza serata, dedicata alle cover, la cantante ha omaggiato Loredana Bertè con il brano Dedicato, giunto al quarto posto. La partecipazione alla kermesse sanremese ha sancito inoltre il passaggio di Noemi all'etichetta discografica indipendente Red Sap Music, pur rimanendo legata per la grande distribuzione alla Sony Music. Per questo motivo, riceve il riconoscimento ufficiale della PMI Produttori Musicali Indipendenti.
Il 21 gennaio 2016 la cantante ha annunciato il quarto album Cuore d'artista, rivelandone la copertina quattro giorni più tardi. Uscito il 12 febbraio dello stesso anno, il disco è stato prodotto da Celso Valli e curato artisticamente da Gaetano Curreri degli Stadio, quest'ultimo anche autore dei testi di Veronica guarda il mare e Devi soltanto esistere; all'album hanno inoltre preso parte in qualità di autori Ivano Fossati (Idealista!), Giuliano Sangiorgi (Fammi respirare dai tuoi occhi, estratto come secondo singolo il 1º aprile), Federica Abbate, Alessandra Flora e Gerardo Pulli.
Il 1º aprile 2016 è uscito l'album Amici non ne ho... ma amiche sì! di Loredana Bertè, che presenta la partecipazione di Noemi nei brani Dedicato e Amici non ne ho. Contemporaneamente viene anche annunciata la partecipazione di Noemi alla serata conclusiva dell'Amiche sì tour di Bertè il 19 settembre 2016 presso l'Arena di Verona.
Il 14 maggio dello stesso, presso la Fiera di Cagliari, è partito il tour estivo Noemi Live, composto da quattordici date complessive, di cui una all'estero, volte a promuovere Cuore d'artista. Nella quarta data, il 17 giugno, si esibisce in concerto all'evento di apertura del Padova Pride Village, presentando il brano Finalmente liberi, sigla dell'evento, da lei scritta e interpretata, per la quale è stato realizzato anche un video. Nel periodo compreso tra il 17 novembre ed il 17 dicembre, ha intrapreso, a partire da Napoli, un tour invernale di dieci tappe nei club italiani, intitolato Cuore d'artista nei Club.
Il 3 giugno si esibisce al Con il cuore - Nel nome di Francesco, l'8 giugno, è per la seconda volta al RadioItaliaLive - Il concerto proponendo i brani Sono solo parole, Fammi respirare dai tuoi occhi e Vuoto a perdere, mentre il 10 giugno è stato pubblicato il terzo singolo estratto da Cuore d'Artista, Idealista!, il cui video è stato presentato il giorno prima sul sito web de la Repubblica e successivamente sul canale Vevo. Con Idealista! ha partecipato in gara, per la seconda volta, al Summer Festival 2016, mentre con il singolo successivo Amen, pubblicato il 7 ottobre riceve una nomination al Premio Amnesty International Italia.
Nel 2016 è, inoltre, modella e testimonial del brand italiano Fiorella Rubino per la collezione autunno/inverno 2016. L'anno dopo oltre che modella diventa anche stilista collaborando, sempre, con Fiorella Rubino alla capsule collection estiva.
Nel 2017 prende parte all'album 50 Palos del gruppo spagnolo Jarabedepalo, con cui duetta il brano Mi piace come sei, e nello stesso anno prende parte all'album 10 + 10 di Syria con cui duetta il brano Se t'amo o no. Sempre nel 2017 riceve il Premio Margutta nella categoria Musica.
Il 21 giugno, nel giorno della festa della musica, entra nei Guinness dei primati per il maggior numero di concerti eseguiti in 12 ore, all'interno del fiestasound tour.

### 2017-2019: Festival di Sanremo 2018,La lunae decimo anno di carriera
L'8 settembre 2017 è uscito in rotazione radiofonica il singolo inedito Autunno, scritto da Tommaso Paradiso e Dardust a cui segue il singolo I miei rimedi, cover dell'omonima canzone del gruppo musicale La Rua, pubblicata il 1º dicembre.
È ritornata nuovamente ad X Factor, questa volta nel ruolo di ospite dell'undicesima edizione del talent show, per assistere la giudice Levante durante la fase degli Home Visit, andata in onda il 19 ottobre. Il 10 novembre è stato pubblicato l'album Duets - Tutti cantano Cristina di Cristina D'Avena, con cui Noemi duetta nel brano Una spada per Lady Oscar.

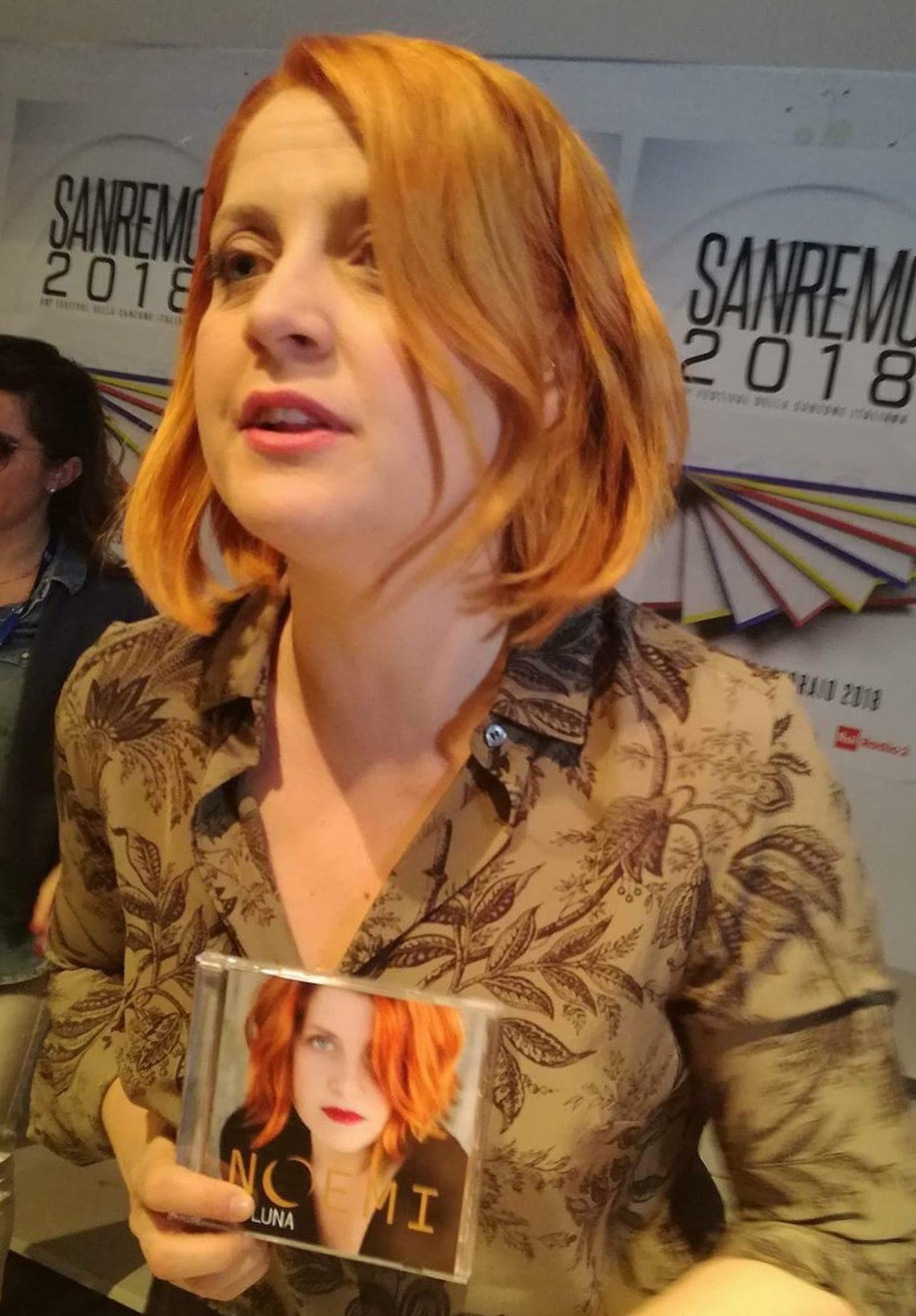
Noemi ad una conferenza stampa durante il Festival di Sanremo 2018

Il 15 dicembre, durante la serata Sarà Sanremo viene annunciata da Claudia Gerini e Federico Russo la sua partecipazione alla 68ª edizione del Festival di Sanremo nella sezione "Campioni" con il brano Non smettere mai di cercarmi, scritto dalla cantante stessa insieme a Diego Calvetti, Massimiliano Pelan e Fabio De Martino e con cui si piazza al quattordicesimo posto nella classifica finale. Durante la serata dedicata ai duetti, l'artista ha eseguito la traccia sanremese in coppia con Paola Turci. Il singolo, commercializzato a partire dal 7 febbraio 2018, ha anticipato il sesto album di Noemi, La luna, lanciato sul mercato due giorni più tardi e la cui produzione è affidata nuovamente a Diego Calvetti.
La promozione del disco è proseguita con l'estrazione del quarto singolo dal titolo Porcellana, firmato da Emiliano Cecere e ancora una volta da Diego Calvetti e pubblicato il 13 aprile anche in un'inedita versione remix, in collaborazione con il disc jockey Shablo. In seguito, tale brano è stato proposto all'interno della competizione della sesta edizione del Summer Festival, nella categoria "Big".
Successivamente l'artista, dopo aver aderito al Concerto del 1º maggio, tenutosi al Parco Archeologico delle Mura Greche di Taranto, è stata scelta come interprete de Il Canto degli Italiani prima della finale della 71ª edizione della Coppa Italia, che ha avuto luogo presso lo Stadio Olimpico di Roma il 9 maggio.
Dal 25 maggio al 30 settembre, è stata impegnata in una nuova tournée prevalentemente estiva, denominata La luna tour, a sostegno della pubblicizzazione del suo ultimo album, la quale ha avuto avvio a La città del teatro e della cultura di Cascina e si è conclusa in Piazza Roma, ad Aprilia. L'esperienza dal vivo ha visto anche la partecipazione di altri artisti in qualità di ospiti, rispettivamente Arisa e Morgan, durante la tappa del 29 maggio, presso il Teatro degli Arcimboldi di Milano e Gaetano Curreri, Fiorella Mannoia e Paola Turci, in occasione del concerto svoltosi all'Auditorium Parco della Musica di Roma il 30 maggio. Contemporaneamente, il 1º giugno, si è esibita con Fedez in L'amore eternit nell'ultima data del Comunisti col Rolex Tour, organizzato dal rapper e J-Ax e tenutosi allo Stadio Giuseppe Meazza di Milano, mentre il 19 giugno è stata presente ad Assisi al Con il cuore - Nel nome di Francesco, per poi calcare il palco dei Battiti Live 2018 il 15 luglio ad Andria. Il 31 agosto all'Arena di Verona, la cantante ha omaggiato Lucio Dalla reinterpretando i brani Domani e Anna e Marco, quest'ultimo affiancata da Gaetano Curreri, in concomitanza con l'evento musicale Lucio! in ricordo del cantautore bolognese.
Nel frattempo, dal 10 giugno fino al 15 luglio, sono stati trasmessi sulle emittenti televisive gli spot pubblicitari della Negroni, per i quali l'artista ha prestato la voce al jingle ufficiale. Il 14 novembre, attraverso le proprie reti sociali, Greenpeace ha pubblicato uno spot volto alla sensibilizzazione sulla deforestazione causata dalla produzione intensiva dell'olio di palma, per il quale Noemi ha collaborato in veste di doppiatrice della voce narrante nella versione italiana della pubblicità.
L'8 febbraio 2019, nel suo decimo anno di carriera, Noemi è ritornata sul palco del teatro Ariston, per la prima volta in qualità di ospite, per cantare con Irama il brano La ragazza con il cuore di latta nella serata dedicata ai duetti della 69ª edizione del Festival di Sanremo. Dal 15 febbraio al 15 marzo, inoltre, la cantante è stata giudice, in quanto membro dell'Academy, della seconda edizione del talent show Sanremo Young. Nello stesso periodo, a partire dal 28 febbraio, viene distribuito nelle sale cinematografiche il film Domani è un altro giorno di Simone Spada, per il quale l'artista ha lavorato alla colonna sonora, rivisitando l'omonimo brano Domani è un altro giorno originariamente interpretato da Ornella Vanoni.
Dall'8 giugno sino al 30 settembre, Noemi ha intrapreso un'ulteriore tournée estiva, il Blues & Love Summer Tour 2019, che la vede esibire nelle principali piazze italiane e in importanti manifestazioni musicali, fra cui il Lucca Summer Festival durante la tappa del 30 giugno, in cui ha introdotto il concerto di Francesco De Gregori. L'esperienza dal vivo è caratterizzata dalla rivisitazione del suo repertorio in chiave blues, genere che ha influenzato sin dalle origini il percorso artistico della cantautrice romana. In seguito ha preso parte ad una data del Figli di nessuno Tour di Fabrizio Moro, con il quale ha duettato sulle note di Sono solo parole durante il concerto svoltosi al Palazzetto dello Sport di Roma il 18 ottobre. Il 23 novembre inoltre è stata fra gli ospiti della seconda puntata del programma televisivo Una storia da cantare, dedicata all'omaggio di Lucio Dalla, in occasione della quale si è unita in un quartetto con Fabrizio Moro, Enrico Ruggeri e gli Stadio nell'esecuzione della cover de L'ultima luna, per poi reinterpretare da solista Se io fossi un angelo e Balla, balla ballerino.
Con la colonna sonora cinematografica Domani è un altro giorno, la cantante ha vinto il Premio BAFFOFF per la "Qualità interpretativa", il Nastro Speciale durante la 74ª edizione dei Nastri d'argento, ed il Premio Roma Videoclip, riconoscimento che ha conquistato anche nella categoria Artista femminile dell'anno, mentre si è aggiudicata il Premio Lunezia per il suo ultimo album di inediti La luna. Nello stesso periodo le viene consegnato anche un sesto riconoscimento, il Magna Grecia Awards Opera.

### 2020-2021: Collaborazioni e altre attività
Nel 2020, presso l'Auditorium Parco della Musica di Roma, Noemi ha partecipato all'edizione straordinaria dell'annuale Concerto del Primo Maggio, allestito esclusivamente per la diretta televisiva, a causa dell'emergenza sanitaria per la pandemia di COVID-19. Nello stesso periodo ha aderito al supergruppo Italian Allstars 4 Life che ha riunito oltre cinquanta artisti italiani per l'incisione del brano Ma il cielo è sempre blu, cover corale del brano di Rino Gaetano. I ricavati del singolo, pubblicato l'8 maggio, sono stati devoluti alla Croce Rossa Italiana per sostenere Il Tempo della Gentilezza, progetto a supporto delle persone più fragili colpite dalla pandemia.
Dal 7 settembre è testimonial ufficiale della campagna di sensibilizzazione Insieme per la salute mentale di Lundbeck Italia, promossa sotto l'egida di diverse associazioni del settore psichiatrico e psicologico in vista della giornata mondiale della salute mentale del 10 ottobre. È apparsa inoltre nella puntata Sotto il cielo di Roma del programma documentaristico Ulisse - Il piacere della scoperta, in onda il 16 settembre, in cui è stata invitata da Alberto Angela ad omaggiare la città eterna reinterpretando Vecchia Roma di Gabriella Ferri. Il 16 novembre, presso il Fabrique di Milano, Noemi ha partecipato, insieme ad altri artisti italiani, tra cui Arisa, Ketama126 e Morgan, a LENNON80, un concerto benefico trasmesso in diretta streaming per celebrare gli 80 anni dalla nascita di John Lennon.
Il 15 gennaio 2021 è stato pubblicato l'album Medioego del rapper Inoki, nel quale Noemi è presente nel brano Ispirazione, estratto come singolo il 12 febbraio.

### 2021:Metamorfosi
Dal 2 al 6 marzo 2021 la cantante ha partecipato al 71º Festival di Sanremo presentando in gara il brano Glicine con il quale si è classificata al quattordicesimo posto nella classifica finale. Durante la terza serata, denominata Canzone d'autore, dedicata al tributo dei brani che hanno fatto parte della storia della musica italiana, Noemi ha omaggiato Neffa interpretando Prima di andare via in duetto con quest'ultimo. Il singolo sanremese, lanciato sul mercato il 3 marzo, ha trainato l'uscita del settimo album in studio dell'artista, Metamorfosi, prodotto dalla Dorado Inc. e pubblicato due giorni più tardi.
Nel corso del 2021 Noemi ha presenziato al Concerto del Primo Maggio presso l'Auditorium Parco della Musica di Roma. Nello stesso periodo è stata scelta dalla Disney per incidere il brano Un nuovo inizio, colonna sonora della campagna Noi principesse sempre, lanciato come singolo il 28 maggio. Il 4 giugno è entrato in rotazione radiofonica il singolo inedito Makumba, brano realizzato insieme a Carl Brave. A partire dal 4 luglio, presso Piazza Trento Trieste di Ferrara, la cantante ha dato avvio al Metamorfosi Summer Tour 2021, con il quale è tornata ad esibirsi dal vivo dopo due anni dalla sua ultima tournée. Contestualmente è continuata la collaborazione con Carl Brave, con cui Noemi ha duettato ai Battiti Live 2021 e successivamente all'Arena di Verona, rispettivamente il 23 agosto, in qualità di ospite del Coraggio Live Tour 2021 del cantautore, il 31 agosto durante la quinta edizione dei Power Hits Estate, e infine il 10 settembre per i SEAT Music Awards 2021, in occasione dei quali sono stati premiati per le vendite del singolo Makumba.

### 2022-2024: Sanremo 2022 e collaborazioni
Il 7 settembre la cantante, insieme a Boosta, Ermal Meta e Margherita Vicario, è stata giudice del 64º Festival di Castrocaro. Il 12 novembre successivo ha pubblicato il singolo Guardare giù. Il 21 dicembre, con Davide Shorty, Folcast e Wrongonyou, è stata protagonista dell'evento musicale Sanremo Giovani World Tour 2021 featuring Noemi, tenendo un concerto al Millennium Amphitheatre di Dubai in occasione dell'Expo 2020, dopo essere stata scelta come rappresentante dell'Italia per valorizzare e favorire la visibilità all'estero degli artisti e dei creativi.

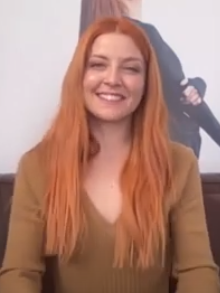
Noemi nel 2022

Nel 2022 ha preso parte al Festival di Sanremo con il brano Ti amo non lo so dire, classificandosi quindicesima; nell'ambito della manifestazione, durante la quarta serata dedicata alle cover, ha omaggiato Aretha Franklin proponendo una propria versione di (You Make Me Feel Like) A Natural Woman.
Il 18 marzo è uscito il singolo Oro di Tecla, scritto tra gli altri anche da Noemi. Ha poi collaborato con Myss Keta al brano Una rosa a Lambrate, incluso nell'album Club Topperia.
Il 4 giugno è iniziato il Noemi Outdoor Tour 2022 che ha portato la cantante ad esibirsi anche a Buenos Aires presso il teatro Coliseo, là dove, in occasione della Festa della Repubblica, organizzata dal Consolato Generale d'Italia in Argentina, si è tenuta la data zero dei concerti. Il 24 giugno 2022 è entrato in rotazione radiofonica il singolo Hula-Hoop, seconda collaborazione con il cantautore Carl Brave.
Nello stesso anno, inoltre, affiancando Marco Borromei, Massimiliano Gallo e Aleem Khan, Noemi è stata componente della giuria del Concorso Internazionale della 68ª edizione del Taormina Film Fest, in programma dal 26 giugno al 2 luglio, presieduta da Cristina Comencini. In seguito ha cantato alla prima tappa del Persone Tour di Marracash, con il quale ha duettato sulle note di Niente canzoni d'amore durante il concerto svoltosi al Palazzo dello Sport di Roma il 23 settembre. Con il rapper è tornata poi ad esibirsi nelle altre date romane della tournée. Il 26 novembre è stata anche ospite del quarantesimo Torino Film Festival per il quale ha tenuto una Masterclass sul cinema. Il 5 dicembre è ritornata in tour con il Noemi Live 2022, iniziato presso il Teatro Bellini di Napoli. Contestualmente, il 16 dicembre è entrato in rotazione radiofonica il singolo inedito Fuori dai guai, inciso con Gemitaiz.
Il 26 aprile 2024 ha pubblicato il singolo Non ho bisogno di te. Successivamente ha condotto il Concerto del Primo Maggio per la prima volta nella sua carriera, insieme ad Ermal Meta. Il mese seguente ha partecipato al concerto di iniziativa benefica Una. Nessuna. Centomila – in Arena per aiutare le donne vittime di violenza.

### 2025-presente: Sanremo 2025 eNostalgia
Nel febbraio 2025 ha partecipato per l'ottava volta in gara al 75º Festival di Sanremo con il brano Se t'innamori muori, dove si è classificata al tredicesimo posto al termine della manifestazione. Nella serata delle cover ha duettato con Tony Effe cantando il brano Tutto il resto è noia di Franco Califano. Il singolo ha anticipato l'uscita del settimo album in studio Nostalgia, pubblicato il 28 febbraio.
Il 1º maggio 2025 è tornata a condurre il Concerto del Primo Maggio sempre insieme a Ermal Meta e all'aggiunta di BigMama. Il giorno successivo è uscito il singolo Non sono io, seguito il 20 giugno dal singolo Oh ma, in duetto con Rocco Hunt. Il 24 giugno ha affiancato Gerry Scotti nella conduzione dell'evento musicale Torino is Fantastic, svoltosi in Piazza Vittorio Veneto a Torino e trasmesso su Canale 5 il 29 giugno.

## Vita privata
Dal 2008 è legata sentimentalmente al musicista Gabriele Greco, facente parte della band di Noemi in qualità di bassista e contrabbassista. Il 20 luglio 2018 la coppia è convolata a nozze a Roma nella basilica di San Lorenzo in Lucina.
Appassionata di calcio, è una grande tifosa della Roma.

## Influenze musicali
La cantante ha più volte dichiarato di prediligere la musica blues e jazz, ispirandosi a cantanti quali Aretha Franklin, Amy Winehouse, Robert Johnson, Billie Holiday, Janis Joplin, Erykah Badu, James Brown, Etta James e Joe Cocker.
Nel panorama musicale italiano, invece, tra i riferimenti musicali di Noemi vi sono Fiorella Mannoia, Mia Martini, Vasco Rossi, Gaetano Curreri, Francesco De Gregori, Lucio Battisti, Fabrizio De André e Francesco Guccini. È poi particolarmente significativo il suo rapporto con Fiorella Mannoia, considerata da Noemi come l'esempio da seguire; inoltre la stessa Mannoia ha dichiarato di rivedere se stessa in Noemi.

## Vocalità e personalità interpretativa
Nel periodo dell'adolescenza Noemi ha un registro vocale da soprano, che inizia a mutare intorno ai tredici anni delineandosi, poi, l'anno successivo in una voce black. Con la maggiore età la cantante diviene un contralto, cioè l'estensione vocale più grave per una donna; di conseguenza Noemi interpreta più facilmente brani di cantanti uomini ed in particolare quelli scritti in lingua inglese. Tuttavia, Noemi nonostante la natura contraltile della sua voce, riesce a cantare anche in una tessitura da mezzosoprano.
Considerata uno dei talenti più versatili e particolarmente apprezzata dalla critica, Noemi spazia dal soul al blues e rhythm and blues, passando per il rock e la musica d'autore; la cantante è caratterizzata da una voce graffiante, potente, sabbiata e profonda.
Alcuni, tra cui Mara Maionchi, hanno accostato la vocalità di Noemi a quella di Anastacia e la stessa Anastacia nel corso di una puntata di X Factor ha dichiarato di apprezzarne la voce. Nel panorama musicale italiano, Fiorella Mannoia ha dichiarato di rivedersi in Noemi per timbrica e grinta. Oltre che essere considerata l'erede di Fiorella Mannoia, Noemi è definita anche la "nuova Mia Martini" per la forza interpretativa e il graffio vocale.
Gaetano Curreri, leader degli Stadio con cui Noemi ha duettato e cantato pezzi scritti da lui, l'ha definita «il più grande talento femminile che abbiamo oggi in Italia» e ne ha lodato la voce sottolineandone l'uso come se avesse uno strumento in gola; altri invece parlano di un'orchestra in gola ed i fonici ne lodano la voce equalizzata; altri ancora, come Laura Pausini o Umberto Tozzi, ne lodano oltre alla timbrica anche la forza interpretativa.
Di particolare rilievo anche il rapporto con Vasco Rossi: Noemi ha aperto alcuni suoi concerti, ha scritto sulla rivista Il Blasco ed ha cantato pezzi scritti da lui; di lei Vasco Rossi dice: «Ha un modo di cantare preciso e autorevole, divide le parole come se le buttasse via mentre te le infila dentro al cuore».
Alcuni psicologi hanno studiato il modo di cantare della cantante romana, in particolare John Sloboda, docente universitario inglese, spiega l'uso che fa dell'appoggiatura: si tratta di una tecnica che utilizza due note in cui la prima si discosta dall'armonia quel tanto che basta per creare un leggero smarrimento, mentre la seconda ritorna sul tracciato prestabilito; quindi terminato il momento di smarrimento l'ascoltatore può riprendere il fiato, ma ciò fa sì che si crei un'urgente richiesta d'attenzione. Sloboda, avendone studiato gli effetti sulla psiche, ha asserito che nell'ascoltatore si possono manifestare effetti deflagranti: pelle d'oca, battito cardiaco accelerato e, in alcuni casi, pianto di commozione.
Martin Guhn, docente universitario canadese, afferma che con l'uso di questa tecnica «siamo pronti a seguire Noemi ovunque la sua voce ci voglia condurre». A ciò però la psicologia non ha saputo dare una spiegazione. Un team di neurologi dell'Università di Montréal ha spiegato come l'ascolto di determinati brani cantati da determinate vocalità, come appunto quella di Noemi, induca il rilascio di dopamina nel sistema di ricompensa del cervello.

## Discografia

### Album in studio
- 2009 – Sulla mia pelle
- 2011 – RossoNoemi
- 2014 – Made in London
- 2016 – Cuore d'artista
- 2018 – La luna
- 2021 – Metamorfosi
- 2025 – Nostalgia

### Album dal vivo
- 2012 – RossoLive

## Tournée
- 2009 – Noemi Tour
- 2009/10 – Sulla mia pelle tour (prima parte)
- 2010 – Sulla mia pelle tour (seconda parte)
- 2011/12 – RossoNoemi tour (prima parte)
- 2012 – RossoNoemi tour (seconda parte)
- 2013 – RossoLive tour
- 2014 – Made in London Tour
- 2016 – Noemi Live tour
- 2016 – Cuore d'artista nei club tour
- 2017 – Fiestasound tour
- 2018 – La luna tour
- 2019 – Blues & Love Summer Tour 2019
- 2021 – Metamorfosi Summer Tour 2021
- 2022 – Noemi Outdoor Tour 2022
- 2022 – Noemi Live 2022
- 2024 – Estate 2024

## Programmi televisivi
- X Factor (Rai 2, 2009)
- The Voice of Italy (Rai 2, 2013-2015)
- Sanremo Young (Rai 1, 2019)
- Festival di Castrocaro (Rai 2, 2021)
- Soliti ignoti (Rai 1, 2021)
- Una pezza di Lundini (Rai 2, 2022)
- GialappaShow (Sky Uno, TV8, 2023-2024)
- Concerto del Primo Maggio (Rai 3, 2024-2025)
- Perché Sanremo è Sanremo? (RaiPlay, 2024)
- Torino is Fantastic (Canale 5, 2025)

## Partecipazioni a manifestazioni canore
- Festival di Sanremo (Rai 1)
  - 2010 – 4º posto sezione "Artisti" con Per tutta la vita
  - 2012 – 3º posto sezione "Artisti" con Sono solo parole
  - 2014 – 5º posto sezione "Campioni" con Bagnati dal sole
  - 2016 – 8º posto sezione "Campioni" con La borsa di una donna
  - 2018 – 14º posto sezione "Campioni" con Non smettere mai di cercarmi
  - 2021 – 14º posto sezione "Campioni" con Glicine
  - 2022 – 15º posto con Ti amo non lo so dire
  - 2025 – 13º posto sezione "Campioni" con Se t'innamori muori

## Filmografia
- Baciato dal sole, regia di Antonello Grimaldi – miniserie TV (2016)
- Adorazione – serie TV (2024)

## Teatro
- Donna Gabriella e i suoi figli, regia di Gabriele Cirilli (2006-2007)
- Cirque du Cirill, regia di Gabriele Cirilli (2010)

## Riconoscimenti
- 2009 – Seconda classificata al Premio della Critica della seconda edizione di X Factor
- 2009 – Wind Music Award come giovane talento italiano più promettente[33]
- 2009 – Premio Città dei Cavalieri di Malta come Miglior rivelazione musicale dell'anno 2009[23]
- 2010 – Premio simpatia: l'Oscar capitolino per la solidarietà
- 2010 – Wind Music Award: Premio Cd Platino per l'album Sulla mia pelle[49]
- 2010 – Wind Music Award: Online Single Track Platino per il brano L'amore si odia[49]
- 2010 – Wind Music Award: Online Single Track Platino per il brano Per tutta la vita[49]
- 2011 – Sanremo Hit Award Download 2011 con Per tutta la vita[44]
- 2011 – Wind Music Award: Premio Cd Multiplatino per l'album Sulla mia pelle[56]
- 2011 – Premio Lunezia: Menzione Speciale per il brano Vuoto a perdere[59]
- 2011 – Premio Roma Videoclip per Vuoto a perdere[61]
- 2011 – Premio Roma Videoclip per Poi inventi il modo[61]
- 2011 – Premio Roma Videoclip Special Award come artista dell'anno[61]
- 2012 - Partecipazione in gara e Podio al Festival di Sanremo 2012, Categoria Big, con il brano Sono solo parole (3º posto)
- 2012 – Wind Music Awards platino per l'album RossoNoemi
- 2012 – Disco Norba come artista distintasi nel panorama musicale
- 2012 – Summer Music Award come Best Pop Act[63]
- 2012 – Scultura "Lello Esposito" per Vuoto a perdere[67]
- 2013 – Targa Bolgheri Melody durante Voci per l'Arpa della Fondazione Arpa
- 2014 – Telegatto di Sanremo Social come la più twittata di Sanremo 2014[195]
- 2014 – Premio Limone d'oro di Radionorba per il brano Sono solo parole
- 2015 – Premio Regia Televisiva 2015 nella categoria Miglior Programma TV con la trasmissione televisiva The Voice of Italy
- 2016 – Targa PMI Produttori Musicali Indipendenti per la sua partecipazione al Festival di Sanremo 2016 da artista indipendente con la casa discografica Red Sap Music[85]
- 2016 – Partecipazione in gara e Finalista al Festival di Sanremo 2016, Categoria Cover, con il brano Dedicato (4º posto)
- 2016 – Laurea ad honorem conferita dal Gay Village College[196]
- 2016 – Premio Charlot[197]
- 2017 – Premio Margutta nella categoria Sezione Musica[92]
- 2017 – Guinness World Records per il maggior numero di concerti fatti in 12 ore[3]
- 2018 – Premio Pitagora d'Argento[198]
- 2019 – Premio BAFFOFF per la "Qualità interpretativa", per la canzone Domani è un altro giorno[120]
- 2019 – Nastro d'argento Speciale per la canzone Domani è un altro giorno[120]
- 2019 - Premio Speciale Sangemini OFF11 per la canzone Domani è un altro giorno[199]
- 2019 - Premio Lunezia per l'album La luna[200][201]
- 2019 – Magna Grecia Awards Opera come artista dell'anno[122]
- 2019 – Premio Roma Videoclip per Domani è un altro giorno[119]
- 2019 – Premio Roma Videoclip Special Award come artista femminile dell'anno[119]
- 2021 – SEAT Music Awards: Premio singolo Multiplatino per Makumba
- 2023 – 80ª Mostra internazionale d'arte cinematografica di Venezia: Premio Woman in Cinema Award[202]
- 2023 – Premio Gargano Musica[203]
- 2023 – Premio Pierangelo Bertoli Per dirti t'amo[204]
- 2025 – Premio Confartigianato "Artigiana delle Note e delle Emozioni - Sanremo 2025: Premio per Se t'innamori muori[205]

### Candidature
- 2009 – Candidatura Coca Cola Live @ MTV - The Summer Song per il brano Briciole come Hit dell'estate (10º posto e finalista)
- 2010 – Nomination TRL Awards 2010: categoria MTV First Lady
- 2010 – Candidatura OGAE Video Contest 2010 con L'amore si odia
- 2010 – Candidatura OGAE Video Contest 2010 con Per tutta la vita
- 2010 – Candidatura OGAE Song Contest 2010 con Per tutta la vita
- 2011 – Nomination TRL Awards 2011: categoria Best Talent Show Artist
- 2011 – Nomination Nastro d'argento come migliore canzone originale con Vuoto a perdere[57]
- 2011 – Candidatura OGAE Video Contest 2011 con Odio tutti i cantanti
- 2011 – Candidatura OGAE Song Contest 2011 con Vuoto a perdere
- 2014 – Candidatura ai World Music Awards 2014 per Made in London nella categoria World's Best Album[206]
- 2014 – Candidatura ai World Music Awards 2014 nella categoria World's Best Female Artist[206]
- 2014 – Candidatura ai World Music Awards 2014 nella categoria World's Best Live Act[206]
- 2014 – Candidatura ai World Music Awards 2014 nella categoria World's Best Entertainer of the Year[206]
- 2014 – Candidatura ai MTV Italia Awards 2014 nella categoria Best Performance[207]
- 2014 – Candidatura al Summer Festival con Don't Get Me Wrong nella categoria Hit dell'estate[208]
- 2016 – Candidatura al Summer Festival come Canzone dell'estate con il brano Idealista!
- 2017 – Candidatura al Premio Amnesty International Italia con il brano Amen[209]
- 2018 – Candidatura al Summer Festival come Canzone dell'estate con il brano Porcellana